# Gandelu
 Gandelu  là một xã ở tỉnh Aisne, vùng Hauts-de-France thuộc miền bắc nước Pháp.